# Crónicas da Província de S. João Evangelista das Ilhas dos Açores
As Crónicas da Província de S. João Evangelista das Ilhas dos Açores, são uma obra de natureza histórica, de autoria do frei Agostinho de Monte Alverne (OFM) (1629-1726). São uma das principais referências da historiografia açoriana.

## História
O manuscrito, redigido até 1695, encontra-se depositado em nossos dias na Biblioteca Pública e Arquivo de Ponta Delgada.
Inédito por quase três séculos, a primeira edição da obra, em três volumes, ocorreu de 1960 a 1962.
Nesta obra, diferentemente de Gaspar Frutuoso que nas "Saudades da Terra" aborda aspectos naturais (geológicos, topográficos, orográficos, fauna e flora), históricos e humanos (demografia, património, cultura) da Macaronésia, Monte Alverne restringe-se aos Açores, abandonando a perspectiva ultramarina e centrando-se na temática eclesiástica e religiosa, colorindo-a com traços miraculosos.